# Forheim
Forheim este o comună aflată în districtul Donau-Ries, landul Bavaria, Germania.